# ABA Liga 2010-11
La ABA Liga 2010-11 fue la décima edición de la ABA Liga, competición que reunió a 14 equipos de Serbia, Croacia, Eslovenia, Montenegro, Bosnia Herzegovina y República Checa. Fue la primera ocasión en la que participó un equipo checo, el ČEZ Basketball Nymburk, y la segunda en la que lo hacía un equipo no procedente de la antigua Yugoslavia. El campeón fue, por quinta ocasión, el equipo serbio del KK Partizan.

## Equipos participantes
| Serbia               | 4 |                  |               |                                         |
| Serbia               | 4 | Partizan         | Belgrade      | Pionir Hall (8,150)                     |
| Serbia               | 4 | Hemofarm STADA   | Vršac         | Millennium Center (5,000)               |
| Serbia               | 4 | Crvena zvezda    | Belgrade      | Pionir Hall (8,150)                     |
| Serbia               | 4 | Radnički         | Kragujevac    | Hala Jezero (3,570)                     |
| Croacia              | 4 |                  |               |                                         |
| Croacia              | 4 | Cibona           | Zagreb        | Dražen Petrović Basketball Hall (5,400) |
| Croacia              | 4 | Zadar            | Zadar         | Krešimir Ćosić Hall (9,200)             |
| Croacia              | 4 | Zagreb CO        | Zagreb        | Dražen Petrović Basketball Hall (5,400) |
| Croacia              | 4 | Cedevita         | Zagreb        | Sutinska vrela (2,000)                  |
| Eslovenia            | 2 |                  |               |                                         |
| Eslovenia            | 2 | Union Olimpija   | Ljubljana     | Arena Stožice (12,480)                  |
| Eslovenia            | 2 | Krka             | Novo mesto    | Leon Štukelj Hall (3,000)               |
| Bosnia y Herzegovina | 2 |                  |               |                                         |
| Bosnia y Herzegovina | 2 | Igokea           | Aleksandrovac | Laktaši Sports Hall (3,000)             |
| Bosnia y Herzegovina | 2 | Široki TT Kabeli | Široki Brijeg | "Pecara" (4,500)                        |
| Montenegro           | 1 |                  |               |                                         |
| Montenegro           | 1 | Budućnost m:tel  | Podgorica     | Morača Sports Center (4,570)            |
| República Checa      | 1 |                  |               |                                         |
| República Checa      | 1 | ČEZ Nymburk      | Nymburk       | Sportovní Hala (1,200)                  |

## Temporada regular

### Clasificación
|    | Equipo           | Pos | G  | P  | PF   | PC   | Dif  | Pts. |
| -- | ---------------- | --- | -- | -- | ---- | ---- | ---- | ---- |
| 1  | Partizan         | 26  | 18 | 8  | 2074 | 1796 | 278  | 44   |
| 2  | Union Olimpija   | 26  | 17 | 9  | 2005 | 1881 | 124  | 43   |
| 3  | Krka             | 26  | 17 | 9  | 1996 | 1867 | 129  | 43   |
| 4  | Budućnost m:tel  | 26  | 15 | 11 | 2009 | 1927 | 82   | 41   |
| 5  | Zagreb CO        | 26  | 15 | 11 | 2141 | 2104 | 37   | 41   |
| 6  | Hemofarm STADA   | 26  | 14 | 12 | 2057 | 2050 | 7    | 40   |
| 7  | Cedevita         | 26  | 14 | 12 | 2124 | 2068 | 56   | 40   |
| 8  | ČEZ Nymburk      | 26  | 12 | 14 | 2024 | 2069 | -45  | 38   |
| 9  | Široki TT Kabeli | 26  | 12 | 14 | 1981 | 2124 | -143 | 38   |
| 10 | Radnički         | 26  | 12 | 14 | 2098 | 2187 | -89  | 38   |
| 11 | Igokea           | 26  | 11 | 15 | 1928 | 1960 | -32  | 37   |
| 12 | Cibona           | 26  | 10 | 16 | 1990 | 2101 | -111 | 36   |
| 13 | Crvena zvezda    | 26  | 8  | 18 | 1994 | 2135 | -141 | 34   |
| 14 | Zadar            | 26  | 7  | 19 | 1983 | 2135 | -152 | 33   |

|  | Clasificado para la Final four |
|  | Descendido                     |

Clasificación a 16 de marzo de 2011.

## Final four

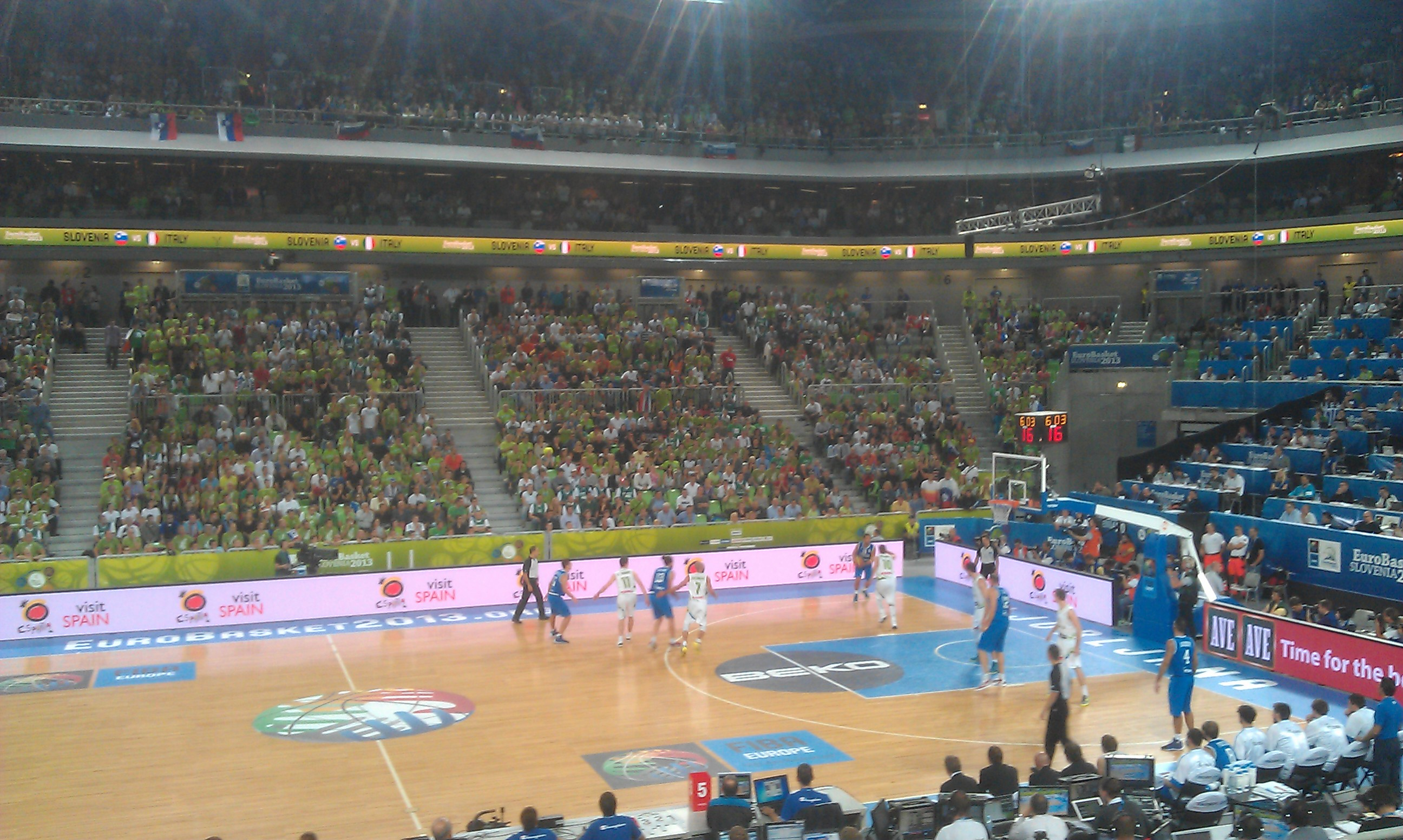
Arena Stožice, Ljubljana.

Partidos disputados en el Arena Stožice, Ljubljana, Eslovenia
|  | Semifinales | Semifinales     | Semifinales |                |    | Final       | Final       | Final       |  |
|  | 19 de abril | 19 de abril     | 19 de abril |                |    | 21 de abril | 21 de abril | 21 de abril |  |
|  |             |                 |             |                |    |             |             |             |  |
|  |             |                 |             |                |    |             |             |             |  |
|  | 1           | Partizan        | 62          |                |    |             |             |             |  |
|  | 1           | Partizan        | 62          |                |    |             |             |             |  |
|  | 4           | Budućnost m:tel | 58          |                |    |             |             |             |  |
|  | 4           | Budućnost m:tel | 58          |                | 1  | Partizan    | 77          |             |  |
|  |             |                 |             |                | 1  | Partizan    | 77          |             |  |
|  |             |                 | 2           | Union Olimpija | 74 |             |             |             |  |
|  | 2           | Union Olimpija  | 2           | Union Olimpija | 74 | 67          |             |             |  |
|  | 2           | Union Olimpija  |             |                |    | 67          |             |             |  |
|  | 3           | Krka            | 57          |                |    |             |             |             |  |
|  | 3           | Krka            | 57          |                |    |             |             |             |  |
|  |             |                 |             |                |    |             |             |             |  |

### Semifinales
| 19 de abril | Partizan                                      | 62–58                                | Budućnost m:tel                                   | |  |
| 18:15       | Parciales: 14–16, 16–13, 7–16, 25–13          | Parciales: 14–16, 16–13, 7–16, 25–13 | Parciales: 14–16, 16–13, 7–16, 25–13              | |  |
|             | Estadísticas Jerrells, Katić 13 Gist 6 Gist 2 | Reporte Pts Reb Asts                 | Estadísticas Simonović 14 Simonović 8 Kadziulis 3 | Pabellón: Arena Stožice, Ljubljana Asistencia: 4,000 espectadores Árbitros: Dubravko Muhvić (CRO), Sašo Pukl (SLO), Matej Boltauzer (SLO) |  |

| 19 de abril | Union Olimpija                                | 67–57                                 | Krka                                             | |  |
| 20:45       | Parciales: 14–11, 16–17, 22–15, 15–14         | Parciales: 14–11, 16–17, 22–15, 15–14 | Parciales: 14–11, 16–17, 22–15, 15–14            | |  |
|             | Estadísticas Ožbolt 19 Jagodnik 10 Ilievski 4 | Reporte Pts Reb Asts                  | Estadísticas Dragić 13 Pavič, Balažič 5 Krivec 3 | Pabellón: Arena Stožice, Ljubljana Asistencia: 7,000 espectadores Árbitros: Ilija Belošević (SRB), Zoran Šutulović (MNE), Milija Vojinović (SRB) |  |

### Final
| 21 de abril | Partizan                                                 | 77–74                                 | Union Olimpija                                         | |  |
| 20:45       | Parciales: 26–23, 17–16, 22–19, 12–16                    | Parciales: 26–23, 17–16, 22–19, 12–16 | Parciales: 26–23, 17–16, 22–19, 12–16                  | |  |
|             | Estadísticas Jerrells 20 Jawai, Veselý 6 Lučić, Kecman 2 | Reporte Pts Reb Asts                  | Estadísticas Ilievski 15 Jagodnik 7 Ožbolt, Ilievski 3 | Pabellón: Arena Stožice, Ljubljana Asistencia: 12,000 espectadores Árbitros: Srđan Dožai (CRO), Sreten Radović (CRO), Siniša Herceg (CRO) |  |

| Campeón de la Liga ABA 2010–11 |
| ------------------------------ |
| Partizan 5º título             |

## Líderes estadísticos
Al término de la temporada regular.

### Valoración
| Pos | Nombre              | Equipo    | Partidos | Valoración | PIR   |
| --- | ------------------- | --------- | -------- | ---------- | ----- |
| 1.  | Luka Žorić          | Zagreb    | 614      | 26         | 23.62 |
| 2.  | Dontaye Draper      | Cedevita  | 552      | 26         | 21.23 |
| 3.  | Michael Lee         | Radnički  | 509      | 25         | 20.36 |
| 4.  | Vladimir Dragičević | Budućnost | 519      | 27         | 19.81 |
| 5.  | Corsley Edwards     | Cedevita  | 392      | 21         | 18.67 |

### Puntos
| Pos | Nombre           | Equipo   | Games | Puntos | PPP   |
| --- | ---------------- | -------- | ----- | ------ | ----- |
| 1.  | Michael Lee      | Radnički | 490   | 25     | 19.60 |
| 2.  | Luka Žorić       | Zagreb   | 505   | 26     | 19.42 |
| 3.  | Bojan Bogdanović | Cibona   | 454   | 24     | 18.92 |
| 4.  | Corsley Edwards  | Cedevita | 367   | 21     | 17.48 |
| 5.  | Dontaye Draper   | Cedevita | 439   | 26     | 16.88 |

### Rebotes
| Pos | Nombre              | Equipo    | Partidos | Rebotes | RPP  |
| --- | ------------------- | --------- | -------- | ------- | ---- |
| 1.  | Luka Žorić          | Zagreb    | 213      | 26      | 8.19 |
| 2.  | Vladimir Dragičević | Budućnost | 188      | 27      | 6.96 |
| 3.  | Radek Nečas         | Nymburk   | 148      | 23      | 6.43 |
| 4.  | Mario Kasun         | Zagreb    | 135      | 21      | 6.43 |
| 5.  | James Gist          | Partizan  | 140      | 23      | 6.09 |

### Asistencias
| Pos | Nombre          | Equipo   | Partidos | Asistencias | APP  |
| --- | --------------- | -------- | -------- | ----------- | ---- |
| 1.  | Miljan Pavković | Hemofarm | 135      | 26          | 5.19 |
| 2.  | Dontaye Draper  | Cedevita | 132      | 26          | 5.08 |
| 3.  | Steven Marković | Radnički | 127      | 26          | 4.88 |
| 4.  | Vedran Morović  | Široki   | 107      | 25          | 4.28 |
| 5.  | Brian Chase     | Igokea   | 95       | 24          | 3.96 |

Fuente: ABA League Individual Statistics 